# 雫石・橋場口の戦い
雫石・橋場口の戦い（しずくいし・はしばぐちのたたかい）は、秋田戦争の戦闘の一部で、1868年(明治元年)9月28日に盛岡藩領の橋場（現在の岩手県岩手郡雫石町橋場）へ新政府軍が攻め込むことで発生した戦闘である。

## 経緯
1868年(慶応4年)8月28日生保内口の戦いによって盛岡藩兵は久保田藩領に攻め込むものの、盛岡藩兵は戦闘に負けて撤退していた。8月30日から順次撤退を始め、板橋には盛岡藩兵約160人が警備体制を敷いていた。9月21日には盛岡藩は降伏帰順を決定し、各警備隊にその旨が伝えられた。
一方、奥羽鎮撫隊総督府は盛岡藩の帰服が正確さを欠くとして「問罪の師」を派遣するとともに、石田英吉(長崎振遠隊隊長)・菅野覚兵衛らの庄内討伐軍および長崎振遠隊に急遽盛岡への転進を命じた。転進の軍は国見峠を越えて、雫石を突破し盛岡城に迫る方策を定め、長崎振遠隊を先鋒として島原藩兵、秋田藩兵らが28日早暁より国見峠を越え、降りしきる秋雨を突いて進撃した。
橋場に駐留している警備兵は降伏の知らせに規律も緩み、太平の見張り小屋にいた小数の盛岡藩兵と板場の平右衛門と治右衛門(御境古人・千葉七蔵)は手作りの濁り酒を持参して飲み寝込んだところにこの襲撃を受けた。平右衛門は真暗闇の中を転びながら板場に着き、照井多助隊長に報告したが、治右衛門は既に斬り殺され、他の藩兵は暗闇を幸いに逃げ帰った。(秋田側の資料では2名は捕虜になったとある)
照井多助隊長が率いる警備兵は平右衛門の先導で峠に向かって進んだ。坂本川、小屋場ノ沢付近の治郎吉橋の曲がり角で振遠隊と衝突した。照井隊長は攻撃の中止を要請したが(秋田側の資料では互いに悪口を言い合ったとある)、聞き入れられずついに小銃の撃ち合いになった。勝負が付かず、照井隊長は敵の指揮官(久保田藩の三輪俊之助)と一騎打ちの勝負を迫り名乗りを上げて斬り合ったが勝負が付かず、双方刀を捨てての組み打ちとなり、崖から転げ落ちて照井隊長が組み勝ち腰の小刀を抜いたが鞘のまま抜け、鞘を口にくわえて小刀を抜こうとする時、敵将は素早く小刀を下から抜いて照井隊長の心臓を刺して勝ち名乗りを上げた。
また、秋田側の斥候隊は茂りの台場を攻め、水谷地の陣屋を攻撃すると南部側は防衛し切れず敗走した。続いて、一の渡りの陣屋を攻撃し、南部軍は橋場に敗走する。秋田側は長崎振遠隊も到着、橋場村での戦いが始まった。兵を三方に分けて、更に一隊を南部藩の背後に回し四方から攻撃をかけると、南部側は防ぎきれず村内に放火して雫石に敗走した。
南部藩兵が隊長を討たれ、また鉄砲の精巧(スペンサー銃)さにも押された部隊が橋場まで下った時には、橋場は既に間道を迂回し竜川を越えた一隊による北方の山上からの大砲や小銃の攻撃を受け、自ら集落に火を付けて逃げた後であった。
敗走する盛岡兵の中でマタギの与吉が集落が焼ける煙の中を三柱神社の方に進んでいった。振遠隊の隊長らしき者が敗走する盛岡兵を遠望するのを見つけ、明神岩の陰に身を寄せて火縄銃の一発で隊長を斃した。味方のマタギが「与吉(ヨギ)うまくやったぞ」と叫んで山道に逃げ込んだ。敵がその声に集中攻撃をする間に与吉は舟原の山中に逃げた。声援した者の名前は伝わっていない。長崎勢は「よぎ」の呼び名を頼りにマタギを何人も呼んで尋問するなど後年まで尋ねたが誰も与吉の名を知らせる者は無かった。与吉は安栖佐兵衛の元で一生を隠れ通し、81歳で死んだ。戦死した振遠隊の斥候長、福田栄之助の遺骸は雫石の広養寺に埋葬され、明治時代には官修墳墓に指定され県から管理費が交付され管理人が置かれた。戦後は顕彰碑が墓前に建てられている。
秋田側は兵を収め、この日は一の渡りに宿陣した。この日の戦闘では、振遠隊の斥候隊長の福田栄之助と嶋原隊の高槻徳之進が戦死した。高槻は生保内の東源寺に埋葬された。橋場村では村人5人、南部藩士5人が戦死し、多数の負傷者を出している。
9月29日振遠隊はさらに進み安栖(あずまい)に迫り川を隔てた小赤坂にも砲撃を加えた。盛岡の本陣からは降伏の使者が送られ、春木場の西馳せ下りに白旗を建てて申し入れを行い、ひとまず休戦となった。(秋田側の資料では山津田村の馳下の並木に、降伏の高札が掲げられていたという)折から小田儀兵衛方に来ていた橋場の九郎兵衛(千葉惣七)は帯刀していたため、斬り殺された。
29日雫石警備隊長沢田斉と菊池仙助（秋田側の資料では「仙吉」）は振遠隊隊長の石田英吉と会見し、官軍に発砲した理由を釈明して三戸式部による謝罪降伏の手続き中であることを理由に進撃の見合わせを要請した。しかし、官軍はこの申し入れを一蹴し雫石まで進軍し、寺院や大家に宿泊し盛岡への進撃に備えた。
秋田側の資料では、降伏文は謝罪降伏ではなく対等講和文であることから総督府に拒否されことが窺えるとしている。石田英吉と南部藩隊長の会見では、南部藩が「官軍とは存ぜずに発砲の段ご容赦下され」と言うのに対して、石田英吉は大いに怒って「秋田より押来るもの官軍と存ぜぬとは不審である、この段申し聞くべし」と詰め寄った。南部藩ではひたすら「秋田藩と見て発砲した」と言うのに対し、渋江隊長は「秋田藩は官軍である」と怒ったので、南部側は恐縮し陳謝した。
盛岡藩は家老の毛馬内讃岐と用人の遠山合らを急ぎ雫石に派遣して、石田英吉や軍監の中尾栄吉郎らと会見し、進撃は7日間見合わせる代わりに、10月5日盛岡城を開城し、銃砲や弾薬等をことごとく引き渡すことにした。しかし、実際に開城は5日延期され、10月15日に行われた。雫石に駐在していた軍のうち、振遠隊隊長の石田英吉は秋田藩兵の一部を率いて盛岡に入城して残りの軍は総督府の連絡で残らず角館まで引き上げた。
10月8日には、雫石本陣に退陣中の和田小太郎隊に、参謀長より通達があった。それには、10月4日に明神村で「不都合の所行」があったので、取り調べるとあった。取り調べの結果、4人の者は割腹刑の沙汰を受けた。10月16日、雫石の広養寺で検視として要人6人が列席する中、刑が執行された。石井東、松本亀治の2人が割腹した後、総監府より命令があり、残りの2人は死一等を免ぜられ、両人断髪に刑に処せられることが菅野覚兵衛より宣告された。10月24日秋田藩で410石の知行を受けていた和田小太郎は、自分の部下兵士が乱暴の所為あるのを持って、閉門して出入りを控えさせる遠慮刑を申し渡された。和田小太郎は秋田戊辰戦争で各地を転戦し、特に生保内口の戦いでは抜群の戦果を挙げていたが、この事件で涙を飲んだ。乱暴狼藉をして民家の財宝を略奪したとあるが、その見せしめとも思える重い処分の理由は「婦女暴行」だったのではないかと推測する人もいる。